# Сиед, Али
Сиед Муштак Али (хинди सैयद अली, англ. Syed Mushtaque Ali, 10 июля 1942 — 2 марта 2010, Бхопал, Индия) — индийский хоккеист (хоккей на траве), нападающий. Чемпион летних Олимпийских игр 1964 года.

## Биография
Сиед Али родился 10 июля 1942 года.
Играл в хоккей на траве за «Сикандарию» из Бхопала и Соединённые провинции. 
В 1964 году вошёл в состав сборной Индии по хоккею на траве на Олимпийских играх в Токио и завоевал золотую медаль. Играл на позиции нападающего, провёл 1 матч, мячей не забивал.
По окончании карьеры работал в индийской телекоммуникационной компании Bharat Sanchar Nigam Limited (BSNL). Незадолго до смерти получил предложение возглавил хоккейную команду Мадхья-Прадеша, но не успел этого сделать.
Умер 2 марта 2010 года в индийском городе Бхопал после продолжительной борьбы с раком желудка. Похоронен на городском кладбище Бхопала.